# Digitaria chaseae
Digitaria chaseae är en gräsart som beskrevs av Johannes Jan Theodoor Henrard. Digitaria chaseae ingår i släktet fingerhirser, och familjen gräs. Inga underarter finns listade i Catalogue of Life.